# Віктор Мудрак
Віктор Мудрак (рум. Victor Mudrac, нар. 3 березня 1994, Тирасполь) — молдовський футболіст, захисник клубу «Петрокуб».
Виступав, зокрема, за клуби «Динамо-Авто» та «Петрокуб», а також національну збірну Молдови.

## Клубна кар'єра
У дорослому футболі дебютував 2012 року виступами за команду «Олімпія» (Бєльці), в якій провів один сезон, взявши участь в 11 матчах чемпіонату. 
Згодом з 2013 по 2014 рік грав у складі команд «Веріс» та «Олімпія» (Бєльці).
Своєю грою за останню команду привернув увагу представників тренерського штабу клубу «Динамо-Авто», до складу якого приєднався 2014 року. Відіграв за тираспольський клуб наступні три сезони своєї ігрової кар'єри. Більшість часу, проведеного у складі «Динамо-Авто», був основним гравцем захисту команди.
Протягом 2017 року захищав кольори клубу «Дачія» (Кишинів).
У 2017 році уклав контракт з клубом «Петрокуб», у складі якого провів наступні два роки своєї кар'єри гравця. Граючи у складі «Петрокуба» також здебільшого виходив на поле в основному складі команди.
Протягом 2020—2021 років захищав кольори клубів «Алашкерт», «Славія-Мозир» та «Сабуртало».
До складу клубу «Петрокуб» приєднався 2022 року. Станом на 20 червня 2023 року відіграв за клуб з Хинчешти 30 матчів в національному чемпіонаті.

## Виступи за збірні
У 2012 році дебютував у складі юнацької збірної Молдови (U-19), загалом на юнацькому рівні взяв участь у 3 іграх, відзначившись одним забитим голом.
У 2019 році дебютував в офіційних матчах у складі національної збірної Молдови.
| Дата       | Місто     | Господарі | Результат | Гості             | Турнір                               | Голи | Примітки |
| ---------- | --------- | --------- | --------- | ----------------- | ------------------------------------ | ---- | -------- |
| 7-9-2019   | Рейк'явік | Ісландія  | 3 – 0     | Молдова           | Відбір до ЧЄ 2020                    | -    |          |
| 10-9-2019  | Кишинів   | Молдова   | 0 – 4     | Туреччина         | Відбір до ЧЄ 2020                    | -    |          |
| 14-10-2019 | Кишинів   | Молдова   | 0 – 4     | Албанія           | Відбір до ЧЄ 2020                    | -    | 29' 31'  |
| 3-9-2020   | Парма     | Молдова   | 1 – 1     | Косово            | Ліга націй УЄФА 2020-2021 - 1-й етап | -    |          |
| 6-9-2020   | Любляна   | Словенія  | 1 – 0     | Молдова           | Ліга націй УЄФА 2020-2021 - 1-й етап | -    |          |
| 7-10-2020  | Флоренція | Італія    | 6 – 0     | Молдова           | товариський матч                     | -    | 46'      |
| 11-10-2020 | Марусі    | Греція    | 2 – 0     | Молдова           | Ліга націй УЄФА 2020-2021 - 1-й етап | -    |          |
| 14-10-2020 | Кишинів   | Молдова   | 0 – 4     | Словенія          | Ліга націй УЄФА 2020-2021 - 1-й етап | -    | 46'      |
| 24-3-2023  | Кишинів   | Молдова   | 1 – 1     | Фарерські острови | Відбір до ЧЄ 2024                    | -    | 73'      |
| 27-3-2023  | Кишинів   | Молдова   | 0 – 0     | Чехія             | Відбір до ЧЄ 2024                    | -    |          |
| 17-6-2023  | Тирана    | Албанія   | 2 – 0     | Молдова           | Відбір до ЧЄ 2024                    | -    |          |
| 20-6-2023  | Кишинів   | Молдова   | 3 – 2     | Польща            | Відбір до ЧЄ 2024                    | -    |          |
| Усього     |           | Матчів    | 12        |                   | Голів                                | 0    |          |